# Громова, Вера Ивановна
Вера Ивановна Громова (26 декабря 1929, Бряково, Удомельский район, Тверской округ, Московская область, РСФСР, СССР — 17 июля 2015, Бряково, Удомельский район, Тверская область, Россия) — овчарница колхоза «Расцвет», Тверская область.

## Биография
Родилась 26 декабря 1929 года в деревне Бряково Удомельского района (ныне — Тверской области).
Жила в родной деревне.

## Награды
- Герой Социалистического Труда (1966).
- Почётный гражданин Удомельского района[1].